# Polyrhachis charaxa
Polyrhachis charaxa är en myrart som beskrevs av Smith 1860. Polyrhachis charaxa ingår i släktet Polyrhachis och familjen myror. Inga underarter finns listade i Catalogue of Life.